# Hamburger Kunsthalle
53°33′18″N 10°0′10″Ø / 53.55500°N 10.00278°Ø
Hamburger Kunsthalle er et kunstmuseum i Hamborg i Tyskland. Kunstmuseet fokuserer på malerier fra Hamborg i det 14. århundrede, malerier af hollandske og flamske kunstnere i det 16. og 17. århundrede, franske og tyske malerier fra det 19. århundrede og moderne kunst. Det består af tre sammenhængende bygninger ved byens centrum ved Hamburg Hauptbahnhof og Alster.

## Historie
Det første museum blev bygget fra 1863 til 1869 af arkitekterne Georg Theodor Schirrmacher og Hermann von der Hude. Arkitekt Fritz Schumacher har tegnet bygning nummer to, opført i 1919. Galerie der Gegenwart blev planlagt og bygget fra 1976 til 1997 af Oswald Mathias Ungers.
- Historisk trappe
- Entre
- Udstillingen Hall
- Statue af Hermann Hahn ved siden af hovedindgangen

## Samling
Museet rummer en vigtig malerisamling fra det 19. århundrede med værker af Max Liebermann, Lovis Corinth, Philipp Otto Runge, Caspar David Friedrich, Adolph Menzel. Gallerie der Gegenwart er helliget moderne kunst fra det tidlige 20. århundrede som Pablo Picasso, Paul Klee og Max Beckmann og kunst efter 1945.
- Caspar David Friedrich: Der Wanderer über dem Nebelmeer ("Vandreren over tågehavet") cirka 1818
- Caspar David Friedrich: Ishavet
- Carl Blechen: Palm House på Pfaueninsel nær Potsdam
- Paul Cézanne: Seinen nær Bercy
- Albrecht Dürer: Løve
- Max Liebermann: Birkealeen i Wannsee-haven
- Paul Gauguin: Badende drenge i Bretagne

## Eksterne links
- Wikimedia Commons har flere filer relateret til Hamburger Kunsthalle
- Kunsthalle Hamburg